# Gdzie twój dom, Telemachu?
Gdzie twój dom, Telemachu? – powieść dla młodzieży Adama Bahdaja z 1982. W 1984 książka znalazła się na Liście honorowej IBBY. Jest kontynuacją książki Telemach w dżinsach.

## Opis fabuły
Bohater książki Maciej Łańko jest nastolatkiem, który stracił rodziców. Opuszcza sierociniec, by przeprowadzić się do wujka i ciotki. Niesłusznie jednak zarzuca mu się kradzież, po czym Maciej wyrusza w podróż po Polsce. Niczym mitologiczny Telemach szuka celu i szczęścia w życiu. Trafia w Bieszczady, gdzie spotyka starego przyjaciela, Joja. Wspólnie przeżywają różne przygody.

## Bohaterowie

### Pierwszoplanowi
- Maciej Łańko - główny bohater książki Telemach w dżinsach. W tej części przeprowadza się z Jerzmanowa do domu wuja Waldka i cioci Feli. Miał za zadanie odciągnąć jej syna Krzysia od złego towarzystwa, jednak mu się to nie udało. Gdy w wyniku spisku Krzysia i jego kolegi Szajby został niesłusznie oskarżony o kradzież, postanowił znowu wyruszyć w świat. Pojechał w Bieszczady, do starego znajomego Joja i wspólnie przeżywali różne przygody.
- Jojo - dorosły przyjaciel Maćka z książki Telemach w dżinsach. Jest włóczęgą, który w tej części przeprowadza się w Bieszczady. Początkowo pracował jako drwal, później został leśnym strażnikiem. Na koniec książki zaproponował Maćkowi wspólne zamieszkanie na stałe.
- Waldemar Łańko - wujek Maćka. Po latach bycia kawalerem w końcu ożenił się z bogatą Felą Fuksińską. Utrzymuje dobre kontakty ze swoim dalekim bratankiem.
- Fela Fuksińska - żona wuja Waldka, matka Krzysia, wdowa po właścicielu warsztatu samochodowego. Zgodziła się, by Maciek z nimi zamieszkał bo miała nadzieję, że dobrze wpłynie na jej syna. Jest wymagająca, surowa i niesympatyczna.
- Krzyś Fuksiński - syn cioci Feli, przyszywany kuzyn Maćka. Jest rozpieszczony i samolubny. Od początku popadł w konflikt z Maćkiem. Ostatecznie zemścił się na nim wrabiając go w kradzież cennego zegarka.
- Brzega - góral, który traktuje całe Bieszczady jak swoją własność. Ma nietypowy sposób bycia, przez co większość ludzi mu nie ufa. Maciek podejrzewał go o kłusownictwo, okazało się, że niesłusznie. Przyjaźni się z Jojem.
- Chodzina - gajowy, odwieczny wróg Brzegi. Okazało się, że to on był odpowiedzialny za zachodzące w lesie kłusownictwo.

### Drugoplanowi
- Puchacz - znajomy Joja i Brzegi. Jest fotografem, wydaje albumy z dziką zwierzyną.
- Rysiek Boczulski pseudonim : Szajba - uliczny drań, przywódca chłopięcego gangu.
- Tolek Kryska pseudonim : Szpagat – jeden z kumpli Szajby. Pochodzi z trudnej rodziny - jego ojciec był alkoholikiem, obecnie siedzi w więzieniu, a matka pracuje do późna. Polubił Maćka i poinformował go o intrydze Szajby i Krzysia.
- Kajtka - nastoletnia poetka. Chciała razem ze swoim przyjacielem Magogiem, sprowadzić na dobrą drogę chłopaków z gangu Szajby. Zaprzyjaźniła się z Maćkiem i była obiektem westchnień Krzyśka.
- Jędrek Gaj pseudonim : Magog - przyjaciel Kajtki, chciał sprowadzić na dobrą drogę chłopaków z gangu Szajby. Zajął pierwsze miejsce w Zawodach Skoków Narciarskich dla Nastolatków.
- Maria Kasprzykowa - wdowa, właścicielka domu, w którym waletowali Maciek i Jojo.
- Urszula - nastoletnia córka pani Kasprzykowej. Chciała zarobić na narty sprzedając głóg.
- Ciotka Honorka - gospodyni w domu rodziny Kasprzyków.

## Wydania
- 1982: Krajowa Agencja Wydawnicza (364 ss.)
- 1986: Krajowa Agencja Wydawnicza (276 ss.)
- 2000: Wydawnictwo Philip Wilson (320 ss.)
- 2004: Wydawnictwo Zielona Sowa
- 2016: jako tom 20. serii Klub książki przygodowej wydawanej przez Wydawnictwo Edipresse-Kolekcje, Warszawa 2016 (391 ss.) ISBN 978-83-7989-766-7